# الباب الأخضر (فلم)
الباب الأخضر هو فيلم مصري من إخراج رؤوف عبد العزيز وتأليف أسامة أنور عكاشة وبطولة إياد نصار، وسهر الصايغ، وخالد الصاوي، ومحمود عبد المغني، وعابد عناني، وحمزة العيلي.

## العرض
عرض الفيلم لأول مرة في 9 أكتوبر 2022 خلال مهرجان الإسكندرية السينمائي الدولي، وصدر على منصة واتش إت في 4 يناير 2023.

## وصلات خارجية
- مقالات تستعمل روابط فنية بلا صلة مع ويكي بيانات